# 本耶普
本耶普，又譯賓頁（bunyip），是一種澳洲傳說的神秘生物。自澳洲殖民開始，就已經有多種有關本耶普的說法。就像其他已滅絕的動物一樣，在澳洲原住民的神話中也有對本耶普的記載。

## 特徵

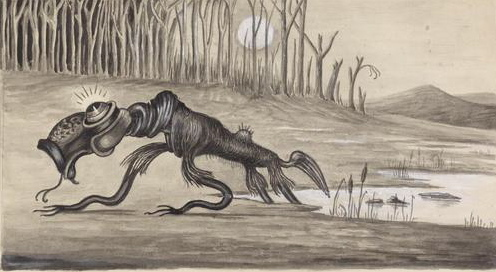
澳洲國家圖書館內藏的本耶普繪像，可見在傳說上不同的描述。

本耶普的描述有很多不同的地方。澳洲原住民統一的說法是牠們有像狗的面、毛呈深色、有像馬的尾巴、有鰭、海象般的獠牙及鴨喙。牠們被指是生活在沼澤、死水潭、河流、河床及水坑。

## 目擊報告
在歐洲人到澳洲殖民時期開始，本耶普就是指一些未知的動物。早期的歐洲殖民者，對澳洲動物群的外貌及叫聲十分陌生，認為本耶普只是一種較為神秘的澳洲動物而已，並有時將一些不明的叫聲當作是本耶普。於1821年，漢密爾頓·休姆（Hamilton Hume）在新南威爾士的巴瑟斯特湖發現一些奇怪及大型的骨頭。他相信這些就是本耶普存在的證據，而這些骨頭則非常像河馬的。
於1840年代至1850年代，有大量的本耶普的目擊報告，尤其是在維多利亞州、新南威爾士及南澳洲州。

### 維多利亞州

#### 吉朗
威廉·巴克利（William Buckley）是一個逃犯，他於1852年推出了一本自傳。自傳中提及他在犘迪沃爾湖（Lake Modewarre）及好些內陸地區見到一隻奇特的兩棲類動物，原住民都稱呼牠為本耶普。他指曾好幾次見過本耶普，但都只是看見其背影，似乎有深灰色的毛所覆蓋，大小如牛。

#### 葛麗泰
在澳洲維多利亞州葛麗泰（Greta）的沼澤中也有指存在著本耶普。當地人經常聽見在沼澤中有很大的隆隆聲，但其來源不明。當沼澤乾涸後，聲音就不再有了。一些當地人相信本耶普遷往了其他地方，其他卻指牠因棲息地消失而死亡。

### 新南威爾士
於1846年，在新南威爾士馬蘭比吉河（Murrumbidgee River）的河岸發現了一個怪異的頭顱骨，相信是屬於不明的動物。於1847年，這個所謂本耶普的頭顱骨在悉尼的澳洲博物館展覽了兩日，隨即引發了很大的回嚮。最終發現這個頭顱骨只是畸形，而非屬於一個新物種。但是這個頭顱骨在不久後就遺失了，下落不明。

### 南澳洲
於1852年至1895年間，在南澳洲州紀錄了多個目擊本耶普的報告。
- 於1852年12月30日，在黑茶山市（Mount Gambier）的湖泊發現一隻約長12-14呎的生物。[4]
- 於1853年11月28日，在近梅爾洛斯（Melrose）的湖泊發現了一隻類似的生物，外觀像馬有鬃毛，長約15-18呎。[5]
- 於1881年8月20日，在羅伯（Robe）及海灘港（Beachport）的鹹水湖目擊了一隻類似的生物。
- 於1883年2月21日，在庫朗加（Koolunga）水洞也有目擊報告。[6]
- 於1884年8月19日，在都柏林聲稱捕捉到了本耶普。[7]
- 於1889年1月31日，在水晶溪（Crystal Brook）的水洞內有6人在10日間都見到本耶普。[8][9]
- 最後於1895年8月27日，在黑茶山市也有目擊報告。[10]

## 外部連結
- Bunyips ... enter the lair of the bunyip if you dare （页面存档备份，存于）